# Робертас Антініс (старший)
Робертас Антініс (лит. Robertas Antinis; 3 грудня 1898, Калдабруня, Ілукстський повіт, Латвія — 19 листопада 1981, Каунас, Литовська РСР, СРСР) — литовський скульптор; заслужений діяч мистецтва Литовської РСР (1969), народний художник Литовської РСР (1973), лауреат Державної премії Литовської РСР (1969); батько художника і скульптора Робертаса Антініса (молодшого).

## Біографія
Народився у 1898 році. У 1921-1922 роках навчався на курсах малювання в Каунасі, в 1922-1927 роках — в Каунаській художній школі (в 1922—1925 роках його наставником з уроків живопису був Юстінас Веножинскіс, в 1925—1927 роках вивчав скульптуру в Каетонаса Склерюса). Потім, отримавши державну стипендію, навчався в Парижі у Вищій школі декоративного мистецтва та в Академії Жуліана (1928—1933).
У 1933-1940 роках працював учителем в містах Таураге та Каунасі. У 1940-1951 роках викладав у Каунаському інституті декоративно-прикладного мистецтва; доцент (1946).
Проживав у Каунасі, де й помер 19 листопада 1981 року; похований на Петрашунському кладовищі.

## Творчість

«Егле, королева вужів» (Паланга)

З 1933 року брав участь у виставках в Литві та за кордоном.
Серед найвизначніших робіт 1920-тих-1930-тих років — пам'ятники:
- «Мати» (Ширвінтос, 1927; в 1950-тих роках знесений, в 1991 році відновлений сином — скульптором Робертасом Антінісом (молодшим));
- пам'ятники Свободі (Кретинга, Біржай; радянською владою знищені, в 1990 році відновлені Робертасом Антінісом (молодшим); Рокишкіс (1931)).

Найбільш значна частина творчості — декоративні скульптури в Паланзі («Егле, королева вужів», 1958; встановлений в 1960 році), Паневежисі («Дудар», 1963; встановлений в 1975 році), Каунасі («Гусляр», „Kanklininkas“ , 1968, встановлений в 1975 році; «Боротьба», 1970, встановлений в 1981 році), Клайпеді («Дружба», встановлений в 1981 році). Частина таких декоративних статуй мають компактні монументальні форми, частина — ажурні й динамічні.
Робертас Антініс (старший) — автор проектів меморіалів у Саласпілсі (1963), IX форті (Каунас) (1970).
Створював також скульптурні портрети, камерні скульптури. У своїй творчості поєднував принципи конструктивізму і литовської народної скульптури. Деякі твори створені разом із сином — скульптором Робертасом Антінісом (молодшим).
Персональні виставки проходили в Каунасі (1962), Вільнюсі (1963, 1967), Даугавпілсі (1967); спільні з сином — в Каунасі і Даугавпілсі (1974), Ризі (1977). Посмертні виставки відбулися в Каунасі, Рокишкісі (1988), Вільнюсі (1989). Твори зберігаються в Литовському художньому музеї у Вільнюсі, Національному художньому музеї імені М. К. Чюрльоніса в Каунасі.

## Нагороди та звання
- Золота медаль Всесвітньої виставки в Парижі (1937, за портрет Антанаса Смятони)[2]
- Державна премія Литовської РСР (1969[4]; за іншими відомостями, 1958, за скульптуру «Егле, королева вужів»)[2]
- Заслужений діяч мистецтв Литовської РСР (1969)
- Народний художник Литовської РСР (1973)

## Пам'ять
У 1977 році в Каунасі облаштовано сквер скульптур Р. Антініса (старшого) і його сина Р. Антініса (молодшого).
2 грудня 1988 року на фасаді будинку в Каунасі (алея Лайсвес, 48), в якому в 1944—1972 роках проживав скульптор, відкрито меморіальну дошку (скульптор Робертас Антініс (молодший).